# Juozas Butkevičius
Juozas Butkevičius (* 1. Januar 1948 in Dovainiai, Rajongemeinde Plungė) ist ein litauischer Politiker und ehemaliger Bürgermeister der Rajongemeinde Telšiai.

## Leben
Nach dem Abitur 1966 in Plateliai bei Plungė absolvierte er 1971 das Diplomstudium des Bauingenieurwesens am Kauno politechnikos institutas. Von 1971 bis 1986 arbeitete er im Bauwesen. Von 1995 bis 2011 war er Mitglied im Rat Telšiai. Von 1997 bis 2000 war er Bürgermeister und 2004 stellvertretender Bürgermeister der Rajongemeinde Telšiai. 2005 war er stellvertretender Direktor im Unternehmen UAB „Lestema“.
Ab 1979 war er Mitglied der KPdSU, ab 1988 Sąjūdis, ab 1994 Tėvynės sąjunga (Lietuvos konservatoriai).
Er ist verheiratet. Mit Frau Elena Marija hat er die Tochter Ingrida.